# Israel Juniors 2012
Das Israel Juniors 2012 fand als bedeutendstes internationales Nachwuchsturnier von Israel im Badminton vom 30. März bis zum 1. April 2012 in Rischon LeZion statt. Es war die dritte Auflage der Veranstaltung.

## Sieger und Platzierte
| Disziplin    | Gold                              | Silber                                | Bronze                              |
| ------------ | --------------------------------- | ------------------------------------- | ----------------------------------- |
| Herreneinzel | Itay Elazar                       | Zlatko Ilchev Ilchev                  | Antonis Chatzifotis                 |
| Dameneinzel  | Alina Pugach                      | Anastasia Nesterova                   | Veronika Koldová                    |
| Dameneinzel  | Alina Pugach                      | Anastasia Nesterova                   | Zuzana Jeřichová                    |
| Herrendoppel | Itay Elazar Ziv Nadil             | Zlatko Ilchev Ilchev Radoslav Radev   | Amit Elazar Oron Shalem             |
| Damendoppel  | Zuzana Jeřichová Veronika Koldová | Maria Avraamidou Alina Pugach         | Anastasia Nesterova Margarita Tolja |
| Mixed        | Ariel Shainski Alina Pugach       | Zlatko Ilchev Ilchev Maria Avraamidou | Samuel Repiar Veronika Koldová      |
| Mixed        | Ariel Shainski Alina Pugach       | Zlatko Ilchev Ilchev Maria Avraamidou | Hen Dobkin Rotem Romano             |